# Falx cerebelli
La falce cerebellare è un piccolo sepimento della dura madre a forma di falce, che si proietta in avanti tra i due emisferi cerebellari.
Il nome deriva da due parole latine: falx, che significa "lama ricurva o falce", e cervelletto, che significa "piccolo cervello".

## Anatomia
La falce cerebellare è un piccolo sepimento mediano della dura madre che si proietta anteriormente nello spazio tra gli emisferi cerebellari. Generalmente misura tra 2,8 e 4,5 cm di lunghezza e circa 1–2 mm di spessore.

### Inserzioni
Superiormente, (con la sua base diretta verso l'alto) si inserisce nel mezzo della porzione posteriore della superficie inferiore del tentorio del cervelletto.
Posteriormente si inserisce nella cresta occipitale interna; nella sua estremità inferiore si divide frequentemente in due piccole pieghe che terminano su entrambi i lati del foro occipitale.

### Relazioni anatomiche
Il seno occipitale è contenuto all'interno dell'estremità posteriore della falce cerebellare, dove corre lungo la cresta occipitale interna.

### Varianti anatomiche
Nella sua porzione inferiore la falce cerebellare si assottiglia rapidamente e nel suo decorso può dividersi in due pieghe più piccole, che si perdono ai lati del forame magno. Altre variazioni come duplicazioni, triplicazioni, assenza, e fenestrazioni sono molto meno comuni. Poiché i seni venosi durali si sviluppano all'interno dei sepimenti durali, una duplicazione della falce cerebellare è solitamente associata ad una duplicazione del seno occipitale. Conoscere queste variazioni è importante per prevenire lesioni iatrogene in questa regione.